# Фаббри, Фабрицио
Фабрицио Фаббри (итал. Fabrizio Fabbri; 28 сентября 1948, Альяна, Тоскана — 3 июня 2019, Пиза, Тоскана) — итальянский шоссейный велогонщик, выступавший на профессиональном уровне в 1970—1979 годах. Победитель ряда крупных гонок на шоссе, таких как «Джиро ди Апулия», «Джиро дель Аппеннино», «Тре Валли Варезине» и др. Девять раз подряд принимал участие в супермногодневке «Джиро д’Италия», выиграв три отдельных этапа. Участник «Тур де Франс» и «Вуэльты Испании». В составе сборной Италии шесть раз стартовал на чемпионатах мира по шоссейному велоспорту.

## Биография
Фабрицио Фаббри родился 28 сентября 1948 года в городе Альяна провинции Пистоя, Италия.
Впервые заявил о себе в шоссейном велоспорте в сезоне 1967 года, когда выиграл любительские гонки «Трофео Маттеотти» и «Гран-при де ла вилле Пистоя», стал вторым на «Коппа Пьетро Линари».
В 1968 года, помимо прочего, выступил на «Тур де л’Авенир», став в итоговом протоколе четырнадцатым.
Дебютировал на профессиональном уровне в 1970 году, присоединившись к команде Filotex. В это время финишировал третьим в гонках Gran Premio Industria e Commercio di Prato и Tour des Quatre-Cantons, в первый раз проехал супермногодневку «Джиро д’Италия», заняв в генеральной классификации 63 место, отметился выступлением в классической однодневной гонке «Милан — Сан-Ремо».
В 1971 году в составе команды Cosatto выиграл GP Industria in Belmonte-Piceno и GP Tarquinia, показал второй результат на «Джиро дель Аппеннино», занял 28 место в генеральной классификации «Джиро д’Италия».
В 1972 году перешёл в команду Van Cauter-Magniflex-de Gribaldy. С ней выиграл один из этапов «Джиро д’Италия», заняв в общем зачёте 34 место. Стартовал на «Вуэльте Испании», но сошёл с дистанции в ходе 15-го этапа.
Сезон 1973 года провёл в команде Magniflex. Занял 39 место на «Джиро д’Италия», был лучшим на Gran Premio Industria e Commercio di Prato, финишировал вторым на «Джиро дель Умбрия» и «Коппа Плаччи», третьим на «Джиро ди Тоскана», восьмым на «Туре Швейцарии» — здесь также выиграл второй этап, индивидуальную гонку с раздельным стартом. Попав в основной состав итальянской национальной сборной, принял участие в шоссейном чемпионате мира в Барселоне, расположился в итоговом протоколе групповой гонки профессионалов на 26 строке.
В 1974 году в составе команды Sammontana занял 43 место на «Джиро д’Италия», вновь победил на Gran Premio Industria e Commercio di Prato, одержал победу на «Джиро ди Апулия», стал вторым на «Коппа Бернокки» уступив здесь только титулованному Франческо Мозеру. На мировом первенстве в Монреале на сей раз финишировал тринадцатым.
Начиная с 1975 года представлял Bianchi-Campagnolo. На «Джиро д’Италия» выиграл 16-й этап, став в генеральной классификации двенадцатым. В этом сезоне в первый и единственный раз в карьере стартовал на «Тур де Франс», где показал в общем зачёте 33 результат. Помимо этого, был лучшим на «Джиро дель Аппеннино», «Тре Валли Варезине», финишировал вторым на «Джиро дель Умбрия». Участвовал в групповой гонке чемпионата мира в Бельгии, но не финишировал и не показал никакого результата.
В 1976 году добавил в послужной список ещё одну победу на этапе «Джиро д’Италия», в то время как в генеральной классификации разместился на тринадцатой позиции. На домашнем мировом первенстве в Остуни занял 26 место.
С 1977 года являлся гонщиком команды Sanson. Занял 49 и 45 места на «Джиро д’Италия» и «Вуэльте Испании» соответственно, закрыл десятку сильнейших на «Джиро ди Ломбардия», показал 23-й результат на чемпионате мира в Сан-Кристобале.
В 1978 году в девятый раз подряд принимал участие в «Джиро д’Италия», занял в общем зачёте 26 место. Также в шестой раз подряд выступил на шоссейном чемпионате мира — на соревнованиях в немецком Нюрбургринге сошёл с дистанции во время группового заезда.
Последний раз показывал сколько-нибудь значимые результаты в шоссейном велоспорте на профессиональном уровне в сезоне 1979 года, когда среди прочего проехал классическую однодневную гонку «Гент — Вевельгем».
Завершив спортивную карьеру, Фаббри впоследствии работал спортивным директором в нескольких итальянских командах: Mapei (1993—2002), Nippo-Endeka (2008), Amica Chips-Knauf (2009), D’Angelo & Antenucci-Nippo (2011—2012).
Умер 3 июня 2019 года в Пизе в возрасте 70 лет.